# Devario maetaengensis
Devario maetaengensis és una espècie de peix cipriniforme de la família dels ciprínids.

## Morfologia
Els mascles poden assolir els 5 cm de longitud total.

## Distribució geogràfica
És un endemisme del nord de Tailàndia.